# Bauer Watertechnology Cup 2011
Il Bauer Watertechnology Cup 2011 è stato un torneo professionistico di tennis maschile giocato sul sintetico. È stata la 15ª edizione del torneo, facente parte dell'ATP Challenger Tour nell'ambito dell'ATP Challenger Tour 2011. Si è giocato a Eckental in Germania dal 31 ottobre al 6 novembre 2011.

## Partecipanti

### Teste di serie
| Nazionalità | Giocatore           | Ranking* | Testa di serie |
| ----------- | ------------------- | -------- | -------------- |
| Germania    | Philipp Petzschner  | 63       | 1              |
| Germania    | Cedrik-Marcel Stebe | 101      | 2              |
| Slovacchia  | Karol Beck          | 102      | 3              |
| Germania    | Andreas Beck        | 112      | 4              |
| Giappone    | Gō Soeda            | 119      | 5              |
| Slovenia    | Grega Žemlja        | 123      | 6              |
| Tunisia     | Malek Jaziri        | 140      | 7              |
| Paesi Bassi | Igor Sijsling       | 147      | 8              |

- 1 Ranking al 24 ottobre 2011.

### Altri partecipanti
Giocatori che hanno ricevuto una wild card:
- Robin Kern
- Kevin Krawietz
- Philipp Petzschner
- Marcel Zimmermann

Giocatori che sono passati dalle qualificazioni:
- Andre Begemann
- Jan Mertl
- Jan-Lennard Struff
- Miša Zverev
- Philipp Oswald (lucky loser)

## Campioni

### Singolare
Rajeev Ram ha battuto in finale  Karol Beck, 6–4, 6–2

### Doppio
Andre Begemann /  Aleksandr Kudrjavcev hanno battuto in finale  James Cerretani /  Adil Shamasdin, 6–3, 3–6, [11–9]